# かりゆし (企業)
株式会社かりゆしは、沖縄県沖縄本島でホテル業を営む株式会社である。沖縄県の大規模リゾートホテルは本土から大手資本が参加していることが多い中、沖縄県由来の資本として沖縄本島でリゾートホテルを営業する大手ホテル会社の一つである。「かりゆし」とは沖縄の方言で「かり」と「ゆし」の結合したもので、『幸せ』や『幸多かれ』という意味がある。
土産物店などを営業するほか、かつてはサッカークラブ「沖縄かりゆしFC」に出資していた。

## 沿革
- 1962年10月 - 那覇市若狭に「沖乃島観光ホテル」を開業。
- 1966年 - 那覇市松尾に「ホテルなは」を開業。
- 1972年7月 - 有限会社ホテルなは設立。
- 1979年 - 那覇市泉崎に「ホテルニュー那覇」を開業。
- 1980年7月 - ドライブイン「リーフリゾートかりゆし」を開業。
- 1987年 - ホテル「かりゆしビーチリゾート恩納」を開業。
- 1991年7月 - 株式会社平盛リゾートエンタープライズに改組。
- 1995年 - ホテル「かりゆしアーバンリゾート那覇」を開業。
- 1996年 - ホテルニュー那覇を「かりゆし琉球ホテル那覇」に改称。
- 2003年4月 - 株式会社かりゆしに名称変更。
- 2008年
  - 6月 - ホテル「かりゆしアーバンリゾート那覇」の閉館を決定。
  - 7月 - 恩納村に「SPARESORT　EXES（スパリゾート　エグゼス）」を開業。
- 2009年7月 - 「かりゆしアーバンリゾート那覇」を再開業。あわせてリニューアル。
- 2013年11月 - かりゆし琉球ホテル那覇の隣に「かりゆしLCH泉崎県庁前」を開業。
- 2015年9月30日 - 「沖縄かりゆし琉球ホテル・ナハ」を閉館。
- 2017年12月 - 沖縄県宜野座村にある宜野座村営野球場等の施設のネーミングライツ（命名権）を取得した[3]。
- 2021年10月31日 - 沖縄かりゆしアーバンリゾート・ナハ閉館[4]。

## ホテル

### 直営
- 沖縄かりゆしビーチリゾート・オーシャンスパ（沖縄県国頭郡恩納村）
- SPARESORT　EXES【スパリゾート　エグゼス】（沖縄県国頭郡恩納村）
- Okinawa EXES Ishigakijima（旧・かりゆし倶楽部ホテル石垣島　沖縄県石垣市)
- かりゆしLCH泉崎県庁前（沖縄県那覇市）

### 関連
- オキナワ マリオット リゾート&スパ（旧沖縄マリオットリゾート・かりゆしビーチ）（沖縄県名護市）
  - 2005年4月に開業。売上低迷のため、2006年4月にアメリカの投資会社ローンスターの傘下であるソラーレホテルズアンドリゾーツの子会社「ラグーンリゾート名護」に営業譲渡された。かりゆしはソラーレとの共同出資の会社を設立し運営部分を受け持っている[5]。

## 過去に運営していたホテル
- 沖縄かりゆし琉球ホテル・ナハ（沖縄県那覇市）
- 沖縄かりゆしアーバンリゾート・ナハ（沖縄県那覇市）
  - 1995年に那覇市前島の複合ビル「とまりん」内にビルのオープンと同時に開業[4]。2021年以降、賃料増額と新型コロナウイルスの影響による利用客減少により2022年1月末で「とまりん」から撤退することになり、その準備のため2021年10月末で閉館することになった[4]。

## 関連法人
- 株式会社ティーシー - かりゆしモールの運営、保険事業、マルチメディア事業、広告事業、レストラン事業
- 有限会社リゾートエンタープライズ沖縄 - スポーツ施設運営
- 株式会社かりゆしインターナショナル
- 株式会社ビック沖縄 - 結婚式関連サービス
- カリユシドリームハウジング株式会社 - ホテル施設客室清掃
- 農業生産法人有限会社かりゆしファーム - 観光農園事業
- 有限会社トモ・タカコーポレーション - エステティックサロンの経営
- 株式会社沖縄かりゆしフットボールクラブ
- 平良クリニック - 医療施設